# Stuor-Avakadjo
Stuor-Avakadjo är en sjö i Gällivare kommun i Lappland och ingår i Luleälvens huvudavrinningsområde. Sjön har en area på 2,64 kvadratkilometer och ligger 453 meter över havet. Sjön avvattnas av vattendraget Rippajåkkå.

## Delavrinningsområde
Stuor-Avakadjo ingår i det delavrinningsområde (745631-167870) som SMHI kallar för Utloppet av Stuor-Avakadjo. Medelhöjden är 457 meter över havet och ytan är 10,79 kvadratkilometer. Räknas de 2 avrinningsområdena uppströms in blir den ackumulerade arean 13,64 kvadratkilometer. Rippajåkkå som avvattnar avrinningsområdet har biflödesordning 3, vilket innebär att vattnet flödar genom totalt 3 vattendrag innan det når havet efter 241 kilometer. Avrinningsområdet består mestadels av skog (27 procent) och sankmarker (47 procent). Avrinningsområdet har 2,75 kvadratkilometer vattenytor vilket ger det en sjöprocent på 25,4 procent.